# 아키군 (히로시마현)

아키군의 위치

아키군(일본어: 安芸郡, あきぐん)은 일본 히로시마현에 있는 군이다.
인구 116,053명, 면적 73.65km², 인구밀도 1,576명/km².(2025년 2월 1일, 추계인구)
이하 4정으로 구성된다.
- 가이타정(海田町)
- 구마노정(熊野町)
- 사카정(坂町)
- 후추정(府中町)

## 역사
- 2003년 4월 1일 : 구레시가 시모카마가리 정을 편입하였다.
- 2004년 11월 1일 : 에타지마 정과 사에키 군 오가키·오키미·노미 정이 합병(신설 합병)해 에타지마시가 성립하였다.
- 2005년 3월 20일 : 구레 시가 온도·가마가리·구라하시 정을 편입하였다.